# Kermadecia sinuata
Kermadecia sinuata är en tvåhjärtbladig växtart som beskrevs av Brongn. & Gris. Kermadecia sinuata ingår i släktet Kermadecia och familjen Proteaceae. Inga underarter finns listade i Catalogue of Life.